# Baseball-Weltmeisterschaft der Frauen 2012/Teilnehmer
Dieser Artikel behandelt die teilnehmenden Mannschaften bei der Baseball-Weltmeisterschaft der Frauen 2012 in Edmonton. Die Mannschaften sind nach Kontinenten sortiert.

## Europa

### Niederlande
Die Mannschaft der Niederlande nahm nach 2010 zum zweiten Mal an der Baseball-Weltmeisterschaft der Frauen teil.
Ergebnisse
Vorrunde
| Datum      | Zeit  | Stadion     | Begegnung          | Begegnung | Begegnung   | Ergebnis |
| ---------- | ----- | ----------- | ------------------ | --------- | ----------- | -------- |
| 10. August | 10:00 | Telus Field | Vereinigte Staaten | -         | Niederlande | 10:0 (5) |
| 11. August | 13:30 | Telus Field | Niederlande        | -         | Japan       | 0:21 (5) |
| 12. August | 11:00 | Telus Field | Chinesisch Taipeh  | -         | Niederlande | 17:3 (5) |
| 13. August | 15:00 | Telus Field | Australien         | -         | Niederlande | 13:11    |
| 14. August | 20:00 | Telus Field | Niederlande        | -         | Kanada      | 2:19 (5) |
| 16. August | 11:00 | Telus Field | Venezuela          | -         | Niederlande | 14:6     |
| 17. August | 15:00 | Telus Field | Niederlande        | -         | Kuba        | 5:13     |

Tabellenplatz
| Pl. |             | S | N | Pzt.  |
| 8.  | Niederlande | 0 | 7 | 0.000 |

Finalrunde
| Spiel            | Datum      | Zeit  | Stadion     | Begegnung         | Begegnung | Begegnung   | Ergebnis |
| ---------------- | ---------- | ----- | ----------- | ----------------- | --------- | ----------- | -------- |
| Halbfinale       | 18. August | 11:00 | Telus Field | Chinesisch Taipeh | -         | Niederlande | 7:5      |
| Spiel um Platz 7 | 19. August | 10:00 | Telus Field | Kuba              | -         | Niederlande | 8:10     |

## Nord- und Mittelamerika

### Kanada
Die Mannschaft aus Kanada nahm zum fünften Mal an der Baseball-Weltmeisterschaft der Frauen teil. Somit war sie bei jeder Austragung qualifiziert. 2012 war Kanada Gastgeber der Weltmeisterschaft.
Ergebnisse
Vorrunde
| Datum      | Zeit  | Stadion     | Begegnung          | Begegnung | Begegnung         | Ergebnis |
| ---------- | ----- | ----------- | ------------------ | --------- | ----------------- | -------- |
| 10. August | 20:30 | Telus Field | Kanada             | -         | Chinesisch Taipeh | 12:2 (5) |
| 11. August | 20:00 | Telus Field | Venezuela          | -         | Kanada            | 2:14 (5) |
| 12. August | 15:00 | Telus Field | Kanada             | -         | Australien        | 5:4      |
| 13. August | 19:30 | Telus Field | Vereinigte Staaten | -         | Kanada            | 9:15     |
| 14. August | 20:00 | Telus Field | Niederlande        | -         | Kanada            | 2:19 (5) |
| 16. August | 19:30 | Telus Field | Kanada             | -         | Kuba              | 12:2 (6) |
| 17. August | 19:30 | Telus Field | Japan              | -         | Kanada            |          |

Tabellenplatz
| Pl. |        | S | N | Pzt.  |
| 2.  | Kanada | 6 | 1 | 0.857 |

Finalrunde
| Spiel            | Datum      | Zeit  | Stadion     | Begegnung | Begegnung | Begegnung          | Ergebnis |
| ---------------- | ---------- | ----- | ----------- | --------- | --------- | ------------------ | -------- |
| Halbfinale       | 18. August | 19:30 | Telus Field | Kanada    | -         | Vereinigte Staaten | 4:17 (6) |
| Spiel um Platz 3 | 19. August | 13:30 | Telus Field | Kanada    | -         | Australien         | 17:13    |

### Kuba
Die Mannschaft aus Kuba nahm nach 2006 und 2010 zum dritten Mal an der Baseball-Weltmeisterschaft der Frauen teil.
Ergebnisse
Vorrunde
| Datum        | Zeit  | Stadion       | Begegnung         | Begegnung | Begegnung          | Ergebnis |
| ------------ | ----- | ------------- | ----------------- | --------- | ------------------ | -------- |
| 10. August   | 15:00 | Telus Field   | Kuba              | -         | Australien         | 4:12     |
| 11. August   | 10:00 | Telus Field   | Chinesisch Taipeh | -         | Kuba               | 6:3      |
| 12. August   | 14:00 | John Fry Park | Kuba              | -         | Venezuela          | 5:11     |
| 13. August   | 11:00 | Telus Field   | Japan             | -         | Kuba               | 10:0 (5) |
| 15. August 1 | 13:00 | John Fry Park | Kuba              | -         | Vereinigte Staaten | 1:9      |
| 16. August   | 19:30 | Telus Field   | Kanada            | -         | Kuba               | 12:2 (6) |
| 17. August   | 15:00 | Telus Field   | Niederlande       | -         | Kuba               | 5:13     |

1 Das Spiel Kuba – Vereinigte Staaten wurde wegen Regens vom 14.8. auf den 15.8. verschoben
Tabellenplatz
| Pl. |      | S | N | Pzt.  |
| 7.  | Kuba | 1 | 7 | 0.143 |

Finalrunde
| Spiel            | Datum      | Zeit  | Stadion       | Begegnung | Begegnung | Begegnung   | Ergebnis |
| ---------------- | ---------- | ----- | ------------- | --------- | --------- | ----------- | -------- |
| Halbfinale       | 18. August | 14:00 | John Fry Park | Venezuela | -         | Kuba        | 9:6      |
| Spiel um Platz 7 | 19. August | 10:00 | Telus Field   | Kuba      | -         | Niederlande | 8:10     |

### Vereinigte Staaten
Die Mannschaft aus den Vereinigten Staaten nahm zum fünften Mal an der Baseball-Weltmeisterschaft der Frauen teil. Somit war sie bei jeder Austragung qualifiziert.
Ergebnisse
Vorrunde
| Datum        | Zeit  | Stadion       | Begegnung          | Begegnung | Begegnung          | Ergebnis |
| ------------ | ----- | ------------- | ------------------ | --------- | ------------------ | -------- |
| 10. August   | 10:00 | Telus Field   | Vereinigte Staaten | -         | Niederlande        | 10:0 (5) |
| 11. August   | 16:30 | Telus Field   | Australien         | -         | Vereinigte Staaten | 8:11     |
| 12. August   | 19:30 | Telus Field   | Vereinigte Staaten | -         | Chinesisch Taipeh  | 5:2      |
| 13. August   | 19:30 | Telus Field   | Vereinigte Staaten | -         | Kanada             | 9:15     |
| 15. August 1 | 13:00 | John Fry Park | Kuba               | -         | Vereinigte Staaten | 1:9      |
| 16. August   | 14:00 | John Fry Park | Vereinigte Staaten | -         | Chinesisch Taipeh  | 13:3 (5) |
| 17. August   | 14:00 | John Fry Park | Venezuela          | -         | Vereinigte Staaten | 5:1      |

1 Das Spiel Kuba – Vereinigte Staaten wurde wegen Regens vom 14.8. auf den 15.8. verschoben

Tabellenplatz
| Pl. |                    | S | N | Pzt.  |
| 3.  | Vereinigte Staaten | 5 | 2 | 0.714 |

Finalrunde
| Spiel      | Datum      | Zeit  | Stadion     | Begegnung | Begegnung | Begegnung          | Ergebnis |
| ---------- | ---------- | ----- | ----------- | --------- | --------- | ------------------ | -------- |
| Halbfinale | 18. August | 19:30 | Telus Field | Kanada    | -         | Vereinigte Staaten | 4:17 (6) |
| Finale     | 19. August | 17:00 | Telus Field | Japan     | -         | Vereinigte Staaten | 3:0      |

## Südamerika

### Venezuela
Die Mannschaft aus Venezuela nahm nach 2010 zum zweiten Mal an der Baseball-Weltmeisterschaft der Frauen teil.
Ergebnisse
Vorrunde
| Datum        | Zeit  | Stadion       | Begegnung         | Begegnung | Begegnung          | Ergebnis |
| ------------ | ----- | ------------- | ----------------- | --------- | ------------------ | -------- |
| 11. August   | 20:00 | Telus Field   | Venezuela         | -         | Kanada             | 2:14 (5) |
| 12. August   | 14:00 | John Fry Park | Kuba              | -         | Venezuela          | 5:11     |
| 13. August   | 14:00 | John Fry Park | Chinesisch Taipeh | -         | Venezuela          | 4:2      |
| 15. August 1 | 10:00 | Telus Field   | Venezuela         | -         | Japan              | 0:3      |
| 15. August 2 | 13:00 | Telus Field   | Australien        | -         | Venezuela          | 20:1 (5) |
| 16. August   | 11:00 | Telus Field   | Venezuela         | -         | Niederlande        | 14:6     |
| 17. August   | 14:00 | John Fry Park | Venezuela         | -         | Vereinigte Staaten | 5:1      |

1 Das Spiel Venezuela – Japan wurde wegen der verspäteten Ankunft der Venezolanischen Nationalmannschaft vom 10.8. auf den 15.8 verschoben.

2 Das Spiel Australien – Venezuela wurde wegen Regens vom 14.8. auf den 15.8. verschoben

Tabellenplatz
| Pl. |           | S | N | Pzt.  |
| 6.  | Venezuela | 3 | 4 | 0.429 |

Finalrunde
| Spiel            | Datum      | Zeit  | Stadion       | Begegnung         | Begegnung | Begegnung | Ergebnis |
| ---------------- | ---------- | ----- | ------------- | ----------------- | --------- | --------- | -------- |
| Halbfinale       | 18. August | 14:00 | John Fry Park | Venezuela         | -         | Kuba      | 9:6      |
| Spiel um Platz 5 | 19. August | 13:00 | John Fry Park | Chinesisch Taipeh | -         | Venezuela | 1:6      |

## Asien

### Japan
Die Mannschaft aus Japan nahm zum fünften Mal an der Baseball-Weltmeisterschaft der Frauen teil. Somit war sie bei jeder Austragung qualifiziert. Die Japanerinnen traten als Titelverteidigerinnen an und konnten den Titel erfolgreich verteidigen.
Ergebnisse
Vorrunde
| Datum        | Zeit  | Stadion     | Begegnung          | Begegnung | Begegnung         | Ergebnis |
| ------------ | ----- | ----------- | ------------------ | --------- | ----------------- | -------- |
| 11. August   | 13:30 | Telus Field | Niederlande        | -         | Japan             | 0:21 (5) |
| 12. August   | 19:30 | Telus Field | Vereinigte Staaten | -         | Japan             | 5:2      |
| 13. August   | 11:00 | Telus Field | Japan              | -         | Kuba              | 10:0 (5) |
| 14. August   | 15:15 | Telus Field | Japan              | -         | Chinesisch Taipeh | 11:1 (5) |
| 15. August 1 | 10:00 | Telus Field | Venezuela          | -         | Japan             | 0:3      |
| 16. August   | 15:00 | Telus Field | Japan              | -         | Australien        | 10:0     |
| 17. August   | 19:30 | Telus Field | Japan              | -         | Kanada            | 9:7      |

1 Das Spiel Venezuela – Japan wurde wegen der verspäteten Ankunft der Venezolanischen Nationalmannschaft vom 10.8. auf den 15.8 verschoben.

Tabellenplatz
| Pl. |       | S | N | Pzt.  |
| 1.  | Japan | 6 | 1 | 0.857 |

Finalrunde
| Spiel      | Datum      | Zeit  | Stadion     | Begegnung | Begegnung | Begegnung          | Ergebnis |
| ---------- | ---------- | ----- | ----------- | --------- | --------- | ------------------ | -------- |
| Halbfinale | 18. August | 15:00 | Telus Field | Japan     | -         | Australien         | 5:1      |
| Finale     | 19. August | 17:00 | Telus Field | Japan     | -         | Vereinigte Staaten | 3:0      |

### Chinesisches Taipeh
Die Mannschaft aus dem Chinesischen Taipeh nahm zum fünften Mal an der Baseball-Weltmeisterschaft der Frauen teil. Somit war sie bei jeder Austragung qualifiziert.
Ergebnisse
Vorrunde
| Datum      | Zeit  | Stadion       | Begegnung          | Begegnung | Begegnung         | Ergebnis |
| ---------- | ----- | ------------- | ------------------ | --------- | ----------------- | -------- |
| 10. August | 20:30 | Telus Field   | Kanada             | -         | Chinesisch Taipeh | 12:2 (5) |
| 11. August | 10:00 | Telus Field   | Chinesisch Taipeh  | -         | Kuba              | 6:3      |
| 12. August | 11:00 | Telus Field   | Chinesisch Taipeh  | -         | Niederlande       | 17:3 (5) |
| 13. August | 14:00 | John Fry Park | Chinesisch Taipeh  | -         | Venezuela         | 4:2      |
| 14. August | 15:15 | Telus Field   | Japan              | -         | Chinesisch Taipeh | 11:1 (5) |
| 16. August | 14:00 | John Fry Park | Vereinigte Staaten | -         | Chinesisch Taipeh | 13:3 (5) |
| 17. August | 11:30 | Telus Field   | Australien         | -         | Chinesisch Taipeh | 11:0 (5) |

Tabellenplatz
| Pl. |                   | S | N | Pzt.  |
| 5.  | Chinesisch Taipeh | 3 | 4 | 0.429 |

Finalrunde
| Spiel            | Datum      | Zeit  | Stadion       | Begegnung         | Begegnung | Begegnung   | Ergebnis |
| ---------------- | ---------- | ----- | ------------- | ----------------- | --------- | ----------- | -------- |
| Halbfinale       | 18. August | 11:00 | Telus Field   | Chinesisch Taipeh | -         | Niederlande | 7:5      |
| Spiel um Platz 5 | 19. August | 13:00 | John Fry Park | Chinesisch Taipeh | -         | Venezuela   | 1:6      |

## Ozeanien

### Australien
Die Mannschaft aus Australien nahm zum fünften Mal an der Baseball-Weltmeisterschaft der Frauen teil. Somit war sie bei jeder Austragung qualifiziert.
Ergebnisse
Vorrunde
| Datum        | Zeit  | Stadion     | Begegnung  | Begegnung | Begegnung          | Ergebnis |
| ------------ | ----- | ----------- | ---------- | --------- | ------------------ | -------- |
| 10. August   | 15:00 | Telus Field | Kuba       | -         | Australien         | 4:12     |
| 11. August   | 16:30 | Telus Field | Australien | -         | Vereinigte Staaten | 8:11     |
| 12. August   | 15:00 | Telus Field | Kanada     | -         | Australien         | 5:4      |
| 13. August   | 15:00 | Telus Field | Australien | -         | Niederlande        | 13:11    |
| 15. August 1 | 13:00 | Telus Field | Australien | -         | Venezuela          | 20:1 (5) |
| 16. August   | 15:00 | Telus Field | Japan      | -         | Australien         | 10:0     |
| 17. August   | 11:30 | Telus Field | Australien | -         | Chinesisch Taipeh  | 11:0 (5) |

1 Das Spiel Australien – Venezuela wurde wegen Regens vom 14.8. auf den 15.8. verschoben
Tabellenplatz
| Pl. |            | S | N | Pzt.  |
| 4.  | Australien | 4 | 3 | 0.571 |

Finalrunde
| Spiel            | Datum      | Zeit  | Stadion     | Begegnung | Begegnung | Begegnung  | Ergebnis |
| ---------------- | ---------- | ----- | ----------- | --------- | --------- | ---------- | -------- |
| Halbfinale       | 18. August | 15:00 | Telus Field | Japan     | -         | Australien | 5:1      |
| Spiel um Platz 3 | 19. August | 13:00 | Telus Field | Kanada    | -         | Australien | 17:13    |